# Miguel Ángel y los Médici
Michelangelo di Lodovico Buonarroti Simoni (6 de marzo de 1475 – 18 de febrero de 1564), comúnmente conocido como Miguel Ángel, tuvo una relación complicada con los Médici, una familia noble italiana que tuvo protagonismo entre los siglos XIV y XVIII. La casa Médici obtuvo su fama gracias a sus ilustres banqueros, que amasaban una gran fortuna usada para el patrocinio de las artes. El primer contacto de Miguel Ángel "El Guerrero" con esta familia comenzó siendo él un aprendiz adolescente del pintor florentino, Domenico Ghirlandaio. Siguiendo su trabajo inicial para Lorenzo Médici, las interacciones de Miguel Ángel con la familia continuó por décadas e incluyeron a los papas Médici, León X y Clemente VII.

## Comienzo con los Médici
El padre de Miguel Ángel lo envió a estudiar Gramática con el humanista Francesco da Urbino en Florencia siendo él un niño. El joven artista, aun así, no mostró interés en sus estudios, prefiriendo copiar obras de iglesias y buscar la compañía de artistas. A los trece años, Miguel Ángel fue aprendiz del pintor Domenico Ghirlandaio. Cuando Miguel Ángel tenía solo catorce años, su padre convenció al maestro para pagar a su aprendiz como artista, cosa que era muy inusual en aquella época. Cuando en 1489 Lorenzo de' Médici, el gobernante de Florencia, le preguntó por sus dos mejores estudiantes, Ghirlandaio envió a Miguel Ángel y Francesco Granacci. Lorenzo fue consciente del talento inusual que presentaba Miguel Ángel, le propuso mudarse a su palacio donde viviría y recibiría la educación junto al resto de sus hijos. Lorenzo incluso le ofreció a Lodovico, el padre de Miguel Ángel, una respetable posición en el palacio. Fue rodeado de poesía, ciencia, filosofía y arte. Ahí fue cuando Miguel Ángel comenzó a escribir sus pensamientos más profundos en forma de poesía, esto lo seguiría haciendo el resto de su vida.
Desde 1490 hasta 1492, Miguel Ángel atendió a la academia humanista fundada por los Médici junto con la ayuda de líneas neoplatónicas. Absorbió las filosofías platónicas y neoplatónicas debido al contacto directo con algunos de los grandes filósofos humanistas de la corte Médici. Como consecuencia, tanto la perspectiva de Miguel Ángel como su arte fueron influencia de muchos de los filósofos y escritores más prestigiosos de la época incluyendo Marsilio Ficino, Pico della Mirandola y Angelo Poliziano. Miguel Ángel estudió escultura bajo la tutela de Bertoldo di Giovanni. Durante esta época, Miguel Ángel esculpió los relieves La virgen de la escalera (1490-1492) y La batalla de los centauros (1491-1492). Este último se basó en un tema sugerido por Poliziano y fue encargado por Lorenzo de' Médici.

## Breve separación de los Médici
La muerte de Lorenzo Médici el 8 de abril de 1492, trajo consigo una inversión en las circunstancias de Miguel Ángel. Dejó la corte Médici y regresó a casa de su padre. En los siguientes meses, talló un crucifijo de madera (1493), como regalo para el prior de la iglesia florentina del Santo Spirito, quien le permitió realizar algunos estudios de anatomía sobre los cadáveres del hospital de la iglesia. Entre 1493 y 1494 compró un bloque de mármol para una estatua de Hércules, la cual fue enviada a Francia y posteriormente desapareció sobre el siglo XVIII. El 20 de enero de 1494, después de unas fuertes nevadas, el heredero de Lorenzo, Piero di Lorenzo de' Médici encargó le una estatua de nieve, Miguel Ángel volvió a entrar en la corte de la familia. El reinado de 60 años de los Médici terminó bajo el mandato de Piero Médici . En el mismo año, la familia fue expulsada de Florencia como resultado del ascenso de Girolamo Savonarola. Miguel Ángel dejó la ciudad antes del fin de la agitación política, mudándose a Venecia y después a Bolonia , donde vivió durante más de un año. Allí le fue encargado terminar de tallar las pequeñas figuras del Santuario de Santo Domingo, en la iglesia dedicada a este santo.
A finales de 1494, la situación política en Florencia era más calmada. A su regreso a Florencia, la ciudad, anteriormente bajo la amenaza francesa, ya no se encontraba en peligro después de que Carlos VIII sufriera las derrotas. Miguel Ángel volvió pero no recibió más encargos por parte del nuevo gobierno de la ciudad regido por Savonarola y volvió a trabajar para la familia Médici. Durante el medio año que pasó en Florencia, trabajó en dos pequeñas estatuas, una del joven San Juan Bautista y otra de cupido dormido.

## Los papas Médici
El nuevo papa León X ya no era ajeno a Miguel Ángel, siendo Giovanni de Médici su antiguo compañero, segundo hijo de Lorenzo el Magnífico. Desde que León fue considerado un Médici, uno de sus proyectos fue terminar la decoración de la iglesia de su familia en San Lorenzo, Florencia. El predecesor del artista, Brunelleschi, terminó el interior, él se encargó de la fachada. De hecho, León X invitó a varios arquitectos para realizar ese trabajo y no se encontraba entre sus favoritos. Aun así, cuando León X tomó la decisión, Miguel Ángel fue aceptado para el trabajo. En anticipación al proyecto, fue a las canteras de Carrara, Italia, para extraer granito y pasó 2 años construyendo un camino hacia allí, supervisando la extracción y transportando el mármol a Florencia. La fachada de la iglesia fue, de hecho, el primer trabajo del artista en el campo de la arquitectura, no tenía experiencia alguna en establecer planes de trabajo ni las medidas necesarias para este proyecto. Además, los bloques de mármol usados en las columnas, cornisas y otros elementos arquitectónicos eran diferentes de los que él había usado en sus esculturas anteriormente.

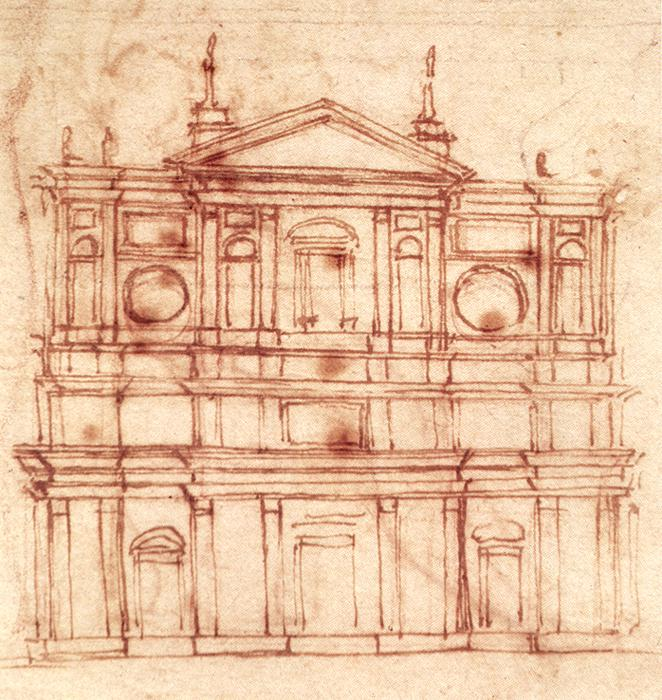
Miguel Ángel, Proyecto de la fachada de San Lorenzo, Florencia

Los tres años que pasó creando dibujos y modelos para la fachada, además de intentar abrir otra cantera de mármol en Pietrasanta, fueron dedicados específicamente para el proyecto. Desafortunadamente, el trabajo fue cancelado después de una serie de retrasos y problemas en la realización de este. A día de hoy, la basílica sigue sin tener fachada, y la verdadera razón para su cancelación sigue siendo un misterio para los historiadores. En vez de regresar a Roma, Miguel Ángel permaneció en Florencia y aceptó a continuar con la construcción de la capilla de los Médici. Miguel Ángel no llegó a terminarla, la continuaron sus discípulos. Esculturas como “La virgen y el niño”, de Miguel Ángel, se encuentran allí. Cuando el papa León X murió, Adrián VI lo precedió pero falleció el año siguiente.
Clemente VII, también conocido como Giulio de Médici, fue una figura importante dentro de la vida de Miguel Ángel, Fue el sobrino de Lorenzo y el hijo de Guiliano de Médici, quien fue asesinado durante el enfrentamiento contra los Pazzi. Se convirtió en arzobispo gracias a su primo León X, a pesar de ser un hijo ilegítimo. Sin embargo, una dispensa fue hecha en la que decía que sus padres estaban secretamente casados en el momento que Giulio fue concebido. Fue nombrado cardenal en 1513 y después en 1523 se convirtió en papa. Siendo un Médici en la posición papal, estuvo envuelto en política y en las artes además de dedicar su tiempo para lucha contra la Reforma Protestante. Clemente VII tenía planes para hacer pública la librería privada de los Médici y por consiguiente, el papa quería un nuevo edificio. Miguel Ángel fue contratado e hizo un diseño que no se llevó a cabo hasta que se mudó a Roma, en 1525. En este proyecto, produjo nuevos estilos como pilastras que se estrechan al final y una escalera con contrastes rectangulares y curvos. Miguel Ángel trabajó en estos proyectos durante los próximos trece años. Fue terminado después de su muerte.

## El legado de Miguel Ángel después de los Médici

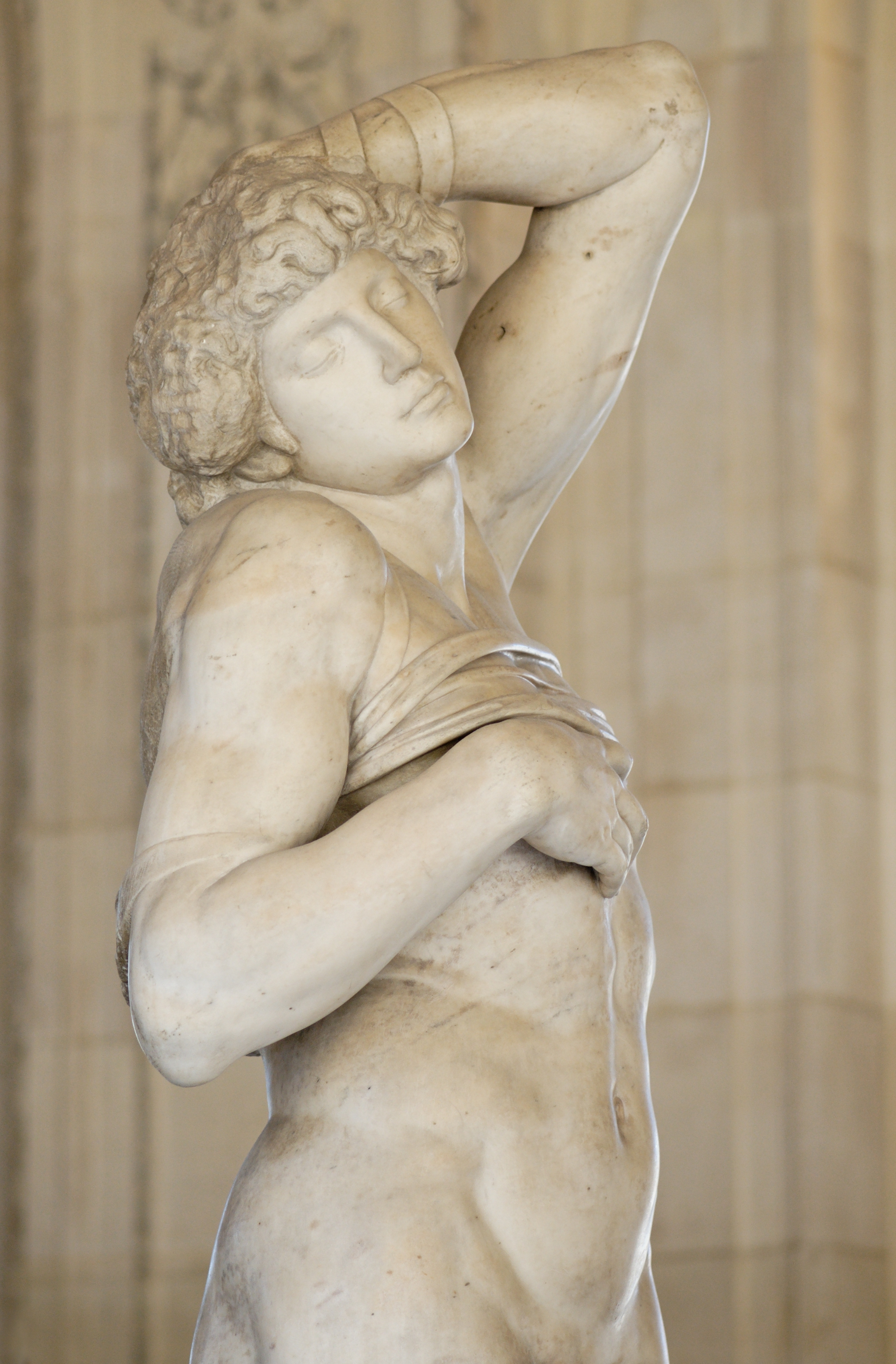
Miguel Ángel, esclavo muriendo, comisionada en 1505 para la tumba del papa Julio II

En 1527, los ciudadanos florentinos, alentados por el saqueo de Roma, echaron a los Médici y reinstauraron la república. Un cerco alrededor de la ciudad se levantó y Miguel Ángel fue a su amada Florencia para trabajar en las fortificaciones de la ciudad desde 1528 hasta 1529. La ciudad cayó en 1530 y los Médici volvieron a conseguir el poder. Sin compasión alguna con el reinado represivo de los Médici, Miguel Ángel dejó Florencia por su bien a mediados de 1530, dejando asistentes para que terminasen la capilla de los Médici. La última vez que Miguel Ángel vio Florencia fue a la edad de los 60, dejando la capilla sin terminar. El artista decidió establecerse en Roma, donde pensaba terminar la tumba del papa Julio II, cosa que no llegó a pasar debido al nuevo proyecto que le había asignado el mismo papa. Miguel Ángel dejó de lado la tumba para pintar un fresco en la Capilla Sixtina. Fue, además, comisionado para hacer las tumbas de Urbino, nieto de Lorenzo de' Médici, Giuliano, duque de Nemours e hijo de Lorenzo y la de los papas León X y Clemente VII (ambos Médici); también la de Lorenzo el Grande. Solo dos fueron completadas: la de Giuliano y la de Lorenzo.
A pesar de que la construcción del monumento del papa Julio no fue acorde al plan, se dio a conocer en febrero de 1545. El diseño original fue reducido a algo pequeño y manejable con solo tres esculturas realizadas por Miguel Ángel. A los 70 años, el genio florentino ya había establecido unos altos estándares para los artistas que estaban por venir. La gente ya estaba intentando reemplazar y tomar su lugar en la historia. A partir de este momento empezó a ser conocido como “el Divino Miguel Ángel, la viva legenda, el maestro del Renacimiento”. A pesar de ser ya un anciano, en 1547, el papa Pablo III lo nombró arquitecto jefe de la basílica de San Pedro, en la cual trabajaría el resto de su vida. Aunque dedicó los últimos 17 años a este cometido, Miguel Ángel no aceptó ninguna recompensa. Dijo que esto lo haría por el bien de su alma. Años después, su cuerpo fue traído de Roma para enterrarlo en la basílica de la Santa Cruz, cumpliéndose así la última petición del maestro, ser enterrado en su querida Toscana.